# Atlantische muisspecht
De Atlantische muisspecht (Xiphorhynchus atlanticus) is een zangvogel uit de familie Furnariidae (ovenvogels).

## Verspreiding en leefgebied
Deze soort komt voor in het noordoosten van Brazilië.

## Status
De grootte van de populatie is in 2021 geschat op 5000-11.000 volwassen vogels. De populatie is klein en versnipperd en neemt af door ontbossing. Op de Rode lijst van de IUCN heeft deze soort daarom de status kwetsbaar.